# Tornei di tennis maschili nel 1904
Prima della nascita della cosiddetta "Era Open" del tennis, ossia l'apertura ai tennisti professionisti degli eventi più importanti, tutti i tornei erano riservati ad atleti dilettanti. Nel 1904 tutti i tornei erano amatoriali, tra questi c'erano i tornei del Grande Slam: il Campionato francese di tennis, il Torneo di Wimbledon, e gli U.S. National Championships.

## Calendario

### Gennaio
Nessun evento

### Febbraio
| Settimana   | Torneo                                                                     | Vincitore                                    | Finalista                   | Semifinalisti | Eliminati ai quarti |
| ----------- | -------------------------------------------------------------------------- | -------------------------------------------- | --------------------------- | ------------- | ------------------- |
| Febbraio    | Nice Lawn Tennis Club Championships 1904 Nizza, Francia Singolare - Doppio | Josiah Ritchie 6-2 8-6 6-3                   | Edward Roy Allen            |               |                     |
| Febbraio    | Nice Lawn Tennis Club Championships 1904 Nizza, Francia Singolare - Doppio |                                              |                             |               |                     |
| Febbraio    | Riviera Championships 1904 Mentone, Francia Singolare - Doppio             | Josiah Ritchie                               | non conosciuta (bandiera)   |               |                     |
| Febbraio    | Riviera Championships 1904 Mentone, Francia Singolare - Doppio             |                                              |                             |               |                     |
| 24 febbraio | US Indoors 1904 New York, USA Singolare - Doppio                           | Wylie Grant 8-6 6-3 5-7 6-8 7-5              | C. C. Kelly                 |               |                     |
| 24 febbraio | US Indoors 1904 New York, USA Singolare - Doppio                           | Wylie Grant Robert Leroy 9-7 3-6 8-6 4-6 6-3 | Raymond Little Beals Wright |               |                     |

### Marzo
| Settimana | Torneo                                                                     | Vincitore                          | Finalista                   | Semifinalisti | Eliminati ai quarti |
| --------- | -------------------------------------------------------------------------- | ---------------------------------- | --------------------------- | ------------- | ------------------- |
| 3 marzo   | Monte Carlo Cup 1904 Monte Carlo, Monte Carlo Singolare - Doppio           | Reginald Doherty 6-1 7-5 3-6 7-5   | Major Josiah George Ritchie |               |                     |
| 3 marzo   | Monte Carlo Cup 1904 Monte Carlo, Monte Carlo Singolare - Doppio           |                                    |                             |               |                     |
| 17 marzo  | South of France Championships 1904 Nizza, Francia Singolare - Doppio       | Laurence Doherty 6-2 6-3 6-3       | Major Josiah George Ritchie |               |                     |
| 17 marzo  | South of France Championships 1904 Nizza, Francia Singolare - Doppio       | Laurence Doherty Reginald Doherty  |                             |               |                     |
| 23 marzo  | Cannes Championships 1904 (Beausite) Cannes, Francia Singolare - Doppio    | Laurence Doherty 6-1 6-4 6-1       | Major Josiah George Ritchie |               |                     |
| 23 marzo  | Cannes Championships 1904 (Beausite) Cannes, Francia Singolare - Doppio    |                                    |                             |               |                     |
| 26 marzo  | South Australian Championships 1904 Adelaide, Australia Singolare - Doppio | Harry Alabaster Parker 8-6 7-5 6-1 | David Thomas Harbison       |               |                     |
| 26 marzo  | South Australian Championships 1904 Adelaide, Australia Singolare - Doppio |                                    |                             |               |                     |

### Aprile
| Settimana | Torneo                                                                        | Vincitore                   | Finalista                      | Semifinalisti | Eliminati ai quarti |
| --------- | ----------------------------------------------------------------------------- | --------------------------- | ------------------------------ | ------------- | ------------------- |
| aprile    | Swedish Covered Court Championships 1904 Stoccolma, Svezia Singolare - Doppio | Josiah Ritchie 6-2 6-1 6-3  | Carl Gunnar Emanuel Setterwall |               |                     |
| aprile    | Swedish Covered Court Championships 1904 Stoccolma, Svezia Singolare - Doppio |                             |                                |               |                     |
| aprile    | French Covered Court Championships 1904 Parigi, Francia Singolare - Doppio    | Max Décugis 5-7 6-2 6-2 6-3 | Robert Baldwin Hough           |               |                     |
| aprile    | French Covered Court Championships 1904 Parigi, Francia Singolare - Doppio    |                             |                                |               |                     |
| 1º aprile | Geelong Easter Tournament 1904 Geelong, Australia Singolare - Doppio          | Norman Brookes              | non conosciuta (bandiera)      |               |                     |
| 1º aprile | Geelong Easter Tournament 1904 Geelong, Australia Singolare - Doppio          |                             |                                |               |                     |

### Maggio
| Settimana | Torneo                                                                            | Vincitore                             | Finalista      | Semifinalisti | Eliminati ai quarti |
| --------- | --------------------------------------------------------------------------------- | ------------------------------------- | -------------- | ------------- | ------------------- |
| maggio    | Europe Championships 1904 Stoccolma, Svezia Singolare - Doppio                    | Josiah Ritchie 7-5 6-2 6-4            | Max Décugis    |               |                     |
| maggio    | Europe Championships 1904 Stoccolma, Svezia Singolare - Doppio                    |                                       |                |               |                     |
| 2 maggio  | British Covered Court Championships 1904 Londra, Gran Bretagna Singolare - Doppio | Laurence Doherty 6-2 8-10 5-7 6-4 6-3 | Josiah Ritchie |               |                     |
| 2 maggio  | British Covered Court Championships 1904 Londra, Gran Bretagna Singolare - Doppio |                                       |                |               |                     |
| 28 maggio | Surrey Championships 1904 Surbiton, Gran Bretagna Singolare - Doppio              | Sydney Howard Smith 6-3 6-3 6-3       | Josiah Ritchie |               |                     |
| 28 maggio | Surrey Championships 1904 Surbiton, Gran Bretagna Singolare - Doppio              |                                       |                |               |                     |

### Giugno
| Settimana | Torneo                                                                                    | Vincitore                                            | Finalista                              | Semifinalisti | Eliminati ai quarti |
| --------- | ----------------------------------------------------------------------------------------- | ---------------------------------------------------- | -------------------------------------- | ------------- | ------------------- |
| giugno    | South African Championships 1904 Città del Capo, Sudafrica Terra rossa Singolare - Doppio | Percy Sherwell 6-3 6-2 6-1                           | R.W.G. Clarke                          |               |                     |
| giugno    | South African Championships 1904 Città del Capo, Sudafrica Terra rossa Singolare - Doppio |                                                      |                                        |               |                     |
| giugno    | Campionato francese di tennis 1904 Parigi, Francia Singolare - Doppio                     | Max Décugis 6-1 9-7 6-8 6-1                          | André Vacherot                         |               |                     |
| giugno    | Campionato francese di tennis 1904 Parigi, Francia Singolare - Doppio                     | Max Décugis Maurice Germot                           |                                        |               |                     |
| 4 giugno  | Southern Championships 1904 Washington, USA Singolare - Doppio                            | Harry Allen 8-6 8-6 6-0                              | Frank Geoghegan                        |               |                     |
| 4 giugno  | Southern Championships 1904 Washington, USA Singolare - Doppio                            | John C. Davidson L.W. Glazebrook 2-6 3-6 6-4 7-5 6-1 | Harry Allen Theodore Roosevelt Pell    |               |                     |
| 4 giugno  | Middlesex Championships 1904 Chiswick Park, Gran Bretagna Singolare - Doppio              | Harold Mahony 3-6 6-1 6-2 6-4                        | Frederick William Payn                 |               |                     |
| 4 giugno  | Middlesex Championships 1904 Chiswick Park, Gran Bretagna Singolare - Doppio              |                                                      |                                        |               |                     |
| 6 giugno  | Metropolitan Championships 1904 New York, USA Singolare - Doppio                          | Holcombe Ward 6-2 6-3 6-1                            | Robert Le Roy                          |               |                     |
| 6 giugno  | Metropolitan Championships 1904 New York, USA Singolare - Doppio                          | Robert Le Roy Harold H. Hackett 6-2 6-4 6-2          | Raymond Demerest Little Fred Alexander |               |                     |
| 11 giugno | Irish Championships 1904 Dublino, Irlanda Singolare - Doppio                              | James Cecil Parke 6-1 6-2 6-4                        | Thomas Douglas Good                    |               |                     |
| 11 giugno | Irish Championships 1904 Dublino, Irlanda Singolare - Doppio                              |                                                      |                                        |               |                     |
| 11 giugno | Kent Championships 1904 Beckenham, Gran Bretagna Singolare - Doppio                       | Harold Mahony 6-3 8-6 7-9 4-6 6-3                    | Brame Hillyard                         |               |                     |
| 11 giugno | Kent Championships 1904 Beckenham, Gran Bretagna Singolare - Doppio                       |                                                      |                                        |               |                     |
| 14 giugno | New England Championships 1904 Hartford, USA Erba Singolare - Doppio                      | Beals Wright 8-6 6-1 6-1                             | James Terry                            |               |                     |
| 14 giugno | New England Championships 1904 Hartford, USA Erba Singolare - Doppio                      | Wvlie C. Grant Robert Le Roy 6-4 6-8 6-2 8-6         | George Henry Nettleton L.C. Sanford    |               |                     |
| 18 giugno | Northern Championships 1904 Liverpool, Gran Bretagna Singolare - Doppio                   | Sydney Howard Smith 6-2 7-9 2-6 6-2 6-2              | Frank Riseley                          |               |                     |
| 18 giugno | Northern Championships 1904 Liverpool, Gran Bretagna Singolare - Doppio                   |                                                      |                                        |               |                     |
| 27 giugno | Torneo di Wimbledon 1904 Londra, Gran Bretagna Singolare - Doppio                         | Laurence Doherty 6-1 7-5 8-6                         | Frank Riseley                          |               |                     |
| 27 giugno | Torneo di Wimbledon 1904 Londra, Gran Bretagna Singolare - Doppio                         | Reginald Doherty Laurie Doherty 6-1 6-2 6-4          | Sidney Smith Frank Riseley             |               |                     |
| 27 giugno | Middle States Championships 1904 Orange, USA Erba Singolare - Doppio                      | Clarence Hobart 6-2 0-4 (defaulted), 7-5 7-9, 7-5    | Stephen Caldwell Millett               |               |                     |
| 27 giugno | Middle States Championships 1904 Orange, USA Erba Singolare - Doppio                      | Robert D. Wrenn George L. Wrenn 6-0 6-0 6-4          | Edward Dewhurst Bates                  |               |                     |

### Luglio
| Settimana | Torneo                                                                          | Vincitore                                                   | Finalista                           | Semifinalisti | Eliminati ai quarti |
| --------- | ------------------------------------------------------------------------------- | ----------------------------------------------------------- | ----------------------------------- | ------------- | ------------------- |
| luglio    | Shropshire Championships 1904 Shrewsbury, Gran Bretagna Singolare - Doppio      | Anthony Wilding 4-6 9-7 8-6 ritiro                          | E.V. Jones                          |               |                     |
| luglio    | Shropshire Championships 1904 Shrewsbury, Gran Bretagna Singolare - Doppio      |                                                             |                                     |               |                     |
| luglio    | Queen's Club Championships 1904 Londra, Gran Bretagna Singolare - Doppio        | Josiah Ritchie 6-3 6-1 6-1                                  | Harold Mahony                       |               |                     |
| luglio    | Queen's Club Championships 1904 Londra, Gran Bretagna Singolare - Doppio        |                                                             |                                     |               |                     |
| luglio    | North London Championships 1904 Londra, Gran Bretagna Singolare - Doppio        | Harold Mahony                                               | non conosciuta (bandiera)           |               |                     |
| luglio    | North London Championships 1904 Londra, Gran Bretagna Singolare - Doppio        |                                                             |                                     |               |                     |
| luglio    | Torneo di Epsom 1904 Epsom, Gran Bretagna Singolare - Doppio                    | Edward Roy Allen                                            | non conosciuta (bandiera)           |               |                     |
| luglio    | Torneo di Epsom 1904 Epsom, Gran Bretagna Singolare - Doppio                    |                                                             |                                     |               |                     |
| luglio    | Welsh Championships 1904 Newport, Gran Bretagna Singolare - Doppio              | Sydney Howard Smith 6-4 6-1 6-2                             | Anthony Wilding                     |               |                     |
| luglio    | Welsh Championships 1904 Newport, Gran Bretagna Singolare - Doppio              |                                                             |                                     |               |                     |
| 2 luglio  | Berkshire Championships 1904 Reading, Gran Bretagna Singolare - Doppio          | Harold Mahony 5-7 6-1 6-4                                   | Walter Cecil Crawley                |               |                     |
| 2 luglio  | Berkshire Championships 1904 Reading, Gran Bretagna Singolare - Doppio          |                                                             |                                     |               |                     |
| 4 luglio  | California State Championships 1904 San Rafael, USA Cemento Singolare - Doppio  | John Drummond MacGavin 7-5 6-4 7-5                          | Grant M. Smith                      |               |                     |
| 4 luglio  | California State Championships 1904 San Rafael, USA Cemento Singolare - Doppio  | Consolation Doubles: George Janes A. H. Brabant 6-4 6-3 6-2 | Charles Kuehn A. Nourse             |               |                     |
| 9 luglio  | Mid-Kent Championships 1904 Maidstone, Gran Bretagna Singolare - Doppio         | Edward Roy Allen 6-2 6-4                                    | George Lawrence Orme                |               |                     |
| 9 luglio  | Mid-Kent Championships 1904 Maidstone, Gran Bretagna Singolare - Doppio         |                                                             |                                     |               |                     |
| 16 luglio | Warwickshire Championships 1904 Leamington, Gran Bretagna Singolare - Doppio    | John Mycroft Boucher 2-6 6-3 6-3 ritiro                     | Edward Roy Allen                    |               |                     |
| 16 luglio | Warwickshire Championships 1904 Leamington, Gran Bretagna Singolare - Doppio    |                                                             |                                     |               |                     |
| 18 luglio | Canadian Championships 1904 Niagara Falls, Canada Erba Singolare - Doppio       | Beals Coleman Wright 6-1 6-2 6-3                            | Louis Harold Waidner                |               |                     |
| 18 luglio | Canadian Championships 1904 Niagara Falls, Canada Erba Singolare - Doppio       | Edgar Leonard Beals Coleman Wright 7-5 6-4 6-3              | Reuben Gay Hunt Harry Louis Waidner |               |                     |
| 23 luglio | Thompson Challenge Cup 1904 Redhill, Gran Bretagna Erba Singolare - Doppio      | Anthony Wilding 6–0 6–1 ritiro                              | Albert Prebble                      |               |                     |
| 23 luglio | Thompson Challenge Cup 1904 Redhill, Gran Bretagna Erba Singolare - Doppio      |                                                             |                                     |               |                     |
| 23 luglio | Midland Counties Championships 1904 Edgbaston, Gran Bretagna Singolare - Doppio | Sydney Howard Smith 6-4 3-6 6-2                             | Wilberforce Eaves                   |               |                     |
| 23 luglio | Midland Counties Championships 1904 Edgbaston, Gran Bretagna Singolare - Doppio |                                                             |                                     |               |                     |
| 23 luglio | Nottinghamshire Championships 1904 Nottingham, Gran Bretagna Singolare - Doppio | Edward Roy Allen 6-2 6-4 6-4                                | Herbert Durrant Snook               |               |                     |
| 23 luglio | Nottinghamshire Championships 1904 Nottingham, Gran Bretagna Singolare - Doppio |                                                             |                                     |               |                     |
| 30 luglio | Southern California Championships 1904 Pasadena, USA Singolare - Doppio         | Eugene Overton 6-1 6-3 6-1                                  | Harold Hyde Braly                   |               |                     |
| 30 luglio | Southern California Championships 1904 Pasadena, USA Singolare - Doppio         | Simpson McCullough Sinsabaugh Hendrick 6-3 6-4 7-5          | Donnell                             |               |                     |

### Agosto
| Settimana | Torneo                                                                             | Vincitore                                            | Finalista                     | Semifinalisti | Eliminati ai quarti |
| --------- | ---------------------------------------------------------------------------------- | ---------------------------------------------------- | ----------------------------- | ------------- | ------------------- |
| agosto    | Homburg Cup 1904 Bad Homburg vor der Höhe, Germania Singolare - Doppio             | George Courtenay Ball Greene 9-7 6-2 6-3             | Wylie Cameron Grant           |               |                     |
| agosto    | Homburg Cup 1904 Bad Homburg vor der Höhe, Germania Singolare - Doppio             |                                                      |                               |               |                     |
| agosto    | Torneo di Ostenda 1904 Ostenda, Belgio Singolare - Doppio                          | Josiah Ritchie 4-6 6-8 6-1 6-0 6-0                   | Paul De Borman                |               |                     |
| agosto    | Torneo di Ostenda 1904 Ostenda, Belgio Singolare - Doppio                          |                                                      |                               |               |                     |
| agosto    | Lincolnshire Championships 1904 Spilsby, Gran Bretagna Singolare - Doppio          | Arthur Horsbrugh Porter                              | non conosciuta (bandiera)     |               |                     |
| agosto    | Lincolnshire Championships 1904 Spilsby, Gran Bretagna Singolare - Doppio          |                                                      |                               |               |                     |
| agosto    | German Championships 1904 Amburgo, Germania Singolare - Doppio                     | Josiah Ritchie 6-4 6-0 10-8                          | Kurt von Wessely              |               |                     |
| agosto    | German Championships 1904 Amburgo, Germania Singolare - Doppio                     |                                                      |                               |               |                     |
| agosto    | Hampshire Championships 1904 Bournemouth, Gran Bretagna Singolare - Doppio         | Edward Roy Allen 6-1 6-1                             | Anthony Wilding               |               |                     |
| agosto    | Hampshire Championships 1904 Bournemouth, Gran Bretagna Singolare - Doppio         |                                                      |                               |               |                     |
| agosto    | Isle of Wight Ventnor Championships 1904 Ventnor, Gran Bretagna Singolare - Doppio | Nigel G. Davidson                                    | non conosciuta (bandiera)     |               |                     |
| agosto    | Isle of Wight Ventnor Championships 1904 Ventnor, Gran Bretagna Singolare - Doppio |                                                      |                               |               |                     |
| 1º agosto | Western Championships 1904 Chicago, USA Singolare - Doppio                         | Kreigh Collins 4-6 7-5 6-3 6-2                       | Raymond Little                |               |                     |
| 1º agosto | Western Championships 1904 Chicago, USA Singolare - Doppio                         | Kreigh Collins Raymond Little 6-4 6-4 6-2            | Louis Harold Waidner Hunt     |               |                     |
| 1º agosto | Northwestern Championships 1904 Deephaven, USA Singolare - Doppio                  | Reuben Gay Hunt 4-6 7-5 6-4, 6-2                     | Louis Harold Waidner          |               |                     |
| 1º agosto | Northwestern Championships 1904 Deephaven, USA Singolare - Doppio                  | Reuben Gay Hunt Louis Harold Waidner 2-6 6-3 7-5 6-0 | George K. Belden H. Belden    |               |                     |
| 3 agosto  | Suffolk Championships 1904 Saxmundham, Gran Bretagna Singolare - Doppio            | Herbert Roper Barrett 6-4 6-4                        | Edward Roy Allen              |               |                     |
| 3 agosto  | Suffolk Championships 1904 Saxmundham, Gran Bretagna Singolare - Doppio            |                                                      |                               |               |                     |
| 4 agosto  | Longwood Bowl 1904 Boston, USA Singolare - Doppio                                  | William Larned 5-7 6-2 6-3 6-2                       | Holcombe Ward                 |               |                     |
| 4 agosto  | Longwood Bowl 1904 Boston, USA Singolare - Doppio                                  |                                                      |                               |               |                     |
| 6 agosto  | Northumberland Championships 1904 Newcastle, Gran Bretagna Singolare - Doppio      | Laurence Doherty 6-4 6-1                             | George Courtenay Ball Greene  |               |                     |
| 6 agosto  | Northumberland Championships 1904 Newcastle, Gran Bretagna Singolare - Doppio      |                                                      |                               |               |                     |
| 6 agosto  | Essex Championships 1904 Colchester, Gran Bretagna Singolare - Doppio              | Herbert Roper-Barrett 6-2 6-1 6-3                    | Edward Roy Allen              |               |                     |
| 6 agosto  | Essex Championships 1904 Colchester, Gran Bretagna Singolare - Doppio              |                                                      |                               |               |                     |
| 13 agosto | Southampton Invitation 1904 Southampton, USA Singolare - Doppio                    | William Larned 7-5 6-4                               | William Jackson Clothier      |               |                     |
| 13 agosto | Southampton Invitation 1904 Southampton, USA Singolare - Doppio                    |                                                      |                               |               |                     |
| 8 agosto  | Scottish Championships 1904 Moffat, Gran Bretagna Singolare - Doppio               | Anthony Wilding 6-1 6-1 6-2                          | Charles James Glenny          |               |                     |
| 8 agosto  | Scottish Championships 1904 Moffat, Gran Bretagna Singolare - Doppio               |                                                      |                               |               |                     |
| 13 agosto | East of England Championships 1904 Felixstowe, Gran Bretagna Singolare - Doppio    | Edward Roy Allen 6-3 6-1                             | Herbert Roper-Barrett         |               |                     |
| 13 agosto | East of England Championships 1904 Felixstowe, Gran Bretagna Singolare - Doppio    |                                                      |                               |               |                     |
| 13 agosto | Derbyshire Championships 1904 Buxton, Gran Bretagna Singolare - Doppio             | Wilberforce Eaves 6-1 6-3 6-4                        | Anthony Wilding               |               |                     |
| 13 agosto | Derbyshire Championships 1904 Buxton, Gran Bretagna Singolare - Doppio             |                                                      |                               |               |                     |
| 24 agosto | U.S. National Championships 1904 Newport, USA Singolare - Doppio                   | Holcombe Ward 10-8 6-4 9-7                           | William Jackson Clothier      |               |                     |
| 24 agosto | U.S. National Championships 1904 Newport, USA Singolare - Doppio                   | Holcombe Ward Beals Wright 1-6 6-2 3-6 6-4 6-1       | Kreigh Collins Raymond Little |               |                     |
| 27 agosto | North Cumberland Championships 1904 Carlisle, Gran Bretagna Singolare - Doppio     | Anthony Wilding 6–0 6–2 6–3                          | Charles James Glenny          |               |                     |
| 27 agosto | North Cumberland Championships 1904 Carlisle, Gran Bretagna Singolare - Doppio     |                                                      |                               |               |                     |
| 27 agosto | Cinque Ports Championships 1904 Folkestone, Gran Bretagna Singolare - Doppio       | Samuel Ernest Charlton 6-1 6-2                       | Robert Martin Bentley-Taylor  |               |                     |
| 27 agosto | Cinque Ports Championships 1904 Folkestone, Gran Bretagna Singolare - Doppio       |                                                      |                               |               |                     |

### Settembre
| Settimana    | Torneo                                                                             | Vincitore                                | Finalista                         | Semifinalisti                       | Eliminati ai quarti                                                      |
| ------------ | ---------------------------------------------------------------------------------- | ---------------------------------------- | --------------------------------- | ----------------------------------- | ------------------------------------------------------------------------ |
| settembre    | Torneo di Conishead Priory 1904 Conishead Priory, Gran Bretagna Singolare - Doppio | E.V. Jones                               | non conosciuta (bandiera)         |                                     |                                                                          |
| settembre    | Torneo di Conishead Priory 1904 Conishead Priory, Gran Bretagna Singolare - Doppio |                                          |                                   |                                     |                                                                          |
| settembre    | Swiss International Championships 1904 Les Avants, Svizzera Singolare - Doppio     | Artimus Holmes 6-0 6-1 6-4               | Georges Patry                     |                                     |                                                                          |
| settembre    | Swiss International Championships 1904 Les Avants, Svizzera Singolare - Doppio     |                                          |                                   |                                     |                                                                          |
| settembre    | Torneo di Le Touquet 1904 Le Touquet, Francia Singolare - Doppio                   | George Greville 6-4 6-3                  | George Miéville Simond            |                                     |                                                                          |
| settembre    | Torneo di Le Touquet 1904 Le Touquet, Francia Singolare - Doppio                   |                                          |                                   |                                     |                                                                          |
| settembre    | Torneo di Les Avants 1904 Les Avants, Svizzera Singolare - Doppio                  | Artimus Holmes 6-0 7-5 6-1               | Georges Patry                     |                                     |                                                                          |
| settembre    | Torneo di Les Avants 1904 Les Avants, Svizzera Singolare - Doppio                  |                                          |                                   |                                     |                                                                          |
| settembre    | Welsh Covered Court Championships 1904 Craigside, Gran Bretagna Singolare - Doppio | George Aristides Caridia                 | non conosciuta (bandiera)         |                                     |                                                                          |
| settembre    | Welsh Covered Court Championships 1904 Craigside, Gran Bretagna Singolare - Doppio |                                          |                                   |                                     |                                                                          |
| settembre    | Kent Coast Championships 1904 Hythe, Gran Bretagna Singolare - Doppio              | Edward Roy Allen                         | non conosciuta (bandiera)         |                                     |                                                                          |
| settembre    | Kent Coast Championships 1904 Hythe, Gran Bretagna Singolare - Doppio              |                                          |                                   |                                     |                                                                          |
| 3 settembre  | Torneo di Boulogne 1904 Boulogne, Francia Singolare - Doppio                       | C.W. Wade walkover                       | Arnold Herschell                  |                                     |                                                                          |
| 3 settembre  | Torneo di Boulogne 1904 Boulogne, Francia Singolare - Doppio                       |                                          |                                   |                                     |                                                                          |
| 4 settembre  | Tennis ai Giochi della III Olimpiade Saint Louis, USA Singolare - Doppio           | Beals Wright 6-4 6-4                     | Robert LeRoy                      |                                     |                                                                          |
| 4 settembre  | Tennis ai Giochi della III Olimpiade Saint Louis, USA Singolare - Doppio           |                                          |                                   |                                     |                                                                          |
| 10 settembre | Tri-State Championships 1904 Cincinnati, USA Singolare - Doppio                    | Beals Wright 7-5 6-0 6-3                 | Louis Harold Waidner              |                                     |                                                                          |
| 10 settembre | Tri-State Championships 1904 Cincinnati, USA Singolare - Doppio                    | Robert LeRoy Ray Little 6-2 6-2 6-4      | Beals Wright Edgar Leonard        |                                     |                                                                          |
| 10 settembre | Sussex Championships 1904 Brighton, Gran Bretagna Singolare - Doppio               | Sydney Howard Smith 6-4 5-7 3-3 ritiro   | Frank Riseley                     |                                     |                                                                          |
| 10 settembre | Sussex Championships 1904 Brighton, Gran Bretagna Singolare - Doppio               |                                          |                                   |                                     |                                                                          |
| 10 settembre | Queensland Championships 1904 Brisbane, Australia Singolare - Doppio               | Stanley Norwood Doust walkover           | Gordon William Hulme Wright       |                                     |                                                                          |
| 10 settembre | Queensland Championships 1904 Brisbane, Australia Singolare - Doppio               |                                          |                                   |                                     |                                                                          |
| 12 settembre | Pacific Coast Championships 1904 San Rafael, USA Singolare - Doppio                | John Drummond MacGavin 6-2 6-2 3-6 15-13 | Alphonzo Bell                     |                                     |                                                                          |
| 12 settembre | Pacific Coast Championships 1904 San Rafael, USA Singolare - Doppio                |                                          |                                   |                                     |                                                                          |
| 12 settembre | Torneo di Dinard 1904 Dinard, Francia Singolare - Doppio                           | Wilberforce Eaves 6-4 6-2 9-7            | John Mason Flavelle               |                                     |                                                                          |
| 12 settembre | Torneo di Dinard 1904 Dinard, Francia Singolare - Doppio                           |                                          |                                   |                                     |                                                                          |
| 17 settembre | South of England Championships 1904 Eastbourne, Gran Bretagna Singolare - Doppio   | Sydney Howard Smith 6-0 6-4 6-2          | Josiah Ritchie                    |                                     |                                                                          |
| 17 settembre | South of England Championships 1904 Eastbourne, Gran Bretagna Singolare - Doppio   |                                          |                                   |                                     |                                                                          |
| 24 settembre | New South Wales Championships 1904 Sydney, Australia Singolare - Doppio            | Granville Gilbert Sharp 6-3, 6-4, 6-2    | Horace Baldwin Rice Erick Pockley | J. Griffiths Harry Alabaster Parker | John Campbell Peacock Stanley Norwood Doust Cecil Cleve Cox Carol S. Fox |
| 24 settembre | New South Wales Championships 1904 Sydney, Australia Singolare - Doppio            |                                          |                                   | J. Griffiths Harry Alabaster Parker | John Campbell Peacock Stanley Norwood Doust Cecil Cleve Cox Carol S. Fox |

### Ottobre
| Settimana  | Torneo                                                                            | Vincitore                              | Finalista                       | Semifinalisti | Eliminati ai quarti |
| ---------- | --------------------------------------------------------------------------------- | -------------------------------------- | ------------------------------- | ------------- | ------------------- |
| 7 ottobre  | National Collegiate Championships 1904 Haverford, USA Erba Singolare - Doppio     | Robert LeRoy 4-6 6-3 7-5 2-6 6-0       | Edward Dewhurst                 |               |                     |
| 7 ottobre  | National Collegiate Championships 1904 Haverford, USA Erba Singolare - Doppio     | Karl Behr G Bodman 6-4 4-6 2-6 6-3 6-0 | Frank J. Sulloway J.I.B. Larned |               |                     |
| 8 ottobre  | Queen's Covered Court Championships 1904 Londra, Gran Bretagna Singolare - Doppio | Max Décugis 6-2 3-6 0-6 6-1 6-4        | Arthur Gore                     |               |                     |
| 8 ottobre  | Queen's Covered Court Championships 1904 Londra, Gran Bretagna Singolare - Doppio |                                        |                                 |               |                     |
| 23 ottobre | Bay Counties Championships 1904 San Francisco, USA Singolare - Doppio             | John Drummond MacGavin 6-2 6-3 4-6 6-1 | Robert Whitney                  |               |                     |
| 23 ottobre | Bay Counties Championships 1904 San Francisco, USA Singolare - Doppio             |                                        |                                 |               |                     |
| 29 ottobre | Western Australian Championships 1904 Perth, Australia Singolare - Doppio         | Ernie Parker 6-4 7-5 6-4               | K. Bolton                       |               |                     |
| 29 ottobre | Western Australian Championships 1904 Perth, Australia Singolare - Doppio         |                                        |                                 |               |                     |

### Novembre
| Settimana   | Torneo                                                                    | Vincitore                  | Finalista                 | Semifinalisti | Eliminati ai quarti |
| ----------- | ------------------------------------------------------------------------- | -------------------------- | ------------------------- | ------------- | ------------------- |
| 20 novembre | Metropolitan Championships 1904 Strathfield, Australia Singolare - Doppio | Horace Rice                | non conosciuta (bandiera) |               |                     |
| 20 novembre | Metropolitan Championships 1904 Strathfield, Australia Singolare - Doppio |                            |                           |               |                     |
| 20 novembre | Victorian Championships 1904 Melbourne, Australia Singolare - Doppio      | Norman Brookes 6-0 6-2 6-0 | Barney Murphy             |               |                     |
| 20 novembre | Victorian Championships 1904 Melbourne, Australia Singolare - Doppio      |                            |                           |               |                     |

### Dicembre
| Settimana | Torneo                                                                      | Vincitore                              | Finalista             | Semifinalisti | Eliminati ai quarti |
| --------- | --------------------------------------------------------------------------- | -------------------------------------- | --------------------- | ------------- | ------------------- |
| Dicembre  | New Zealand Championships 1904 Wellington, Nuova Zelanda Singolare - Doppio | Harry Alabaster Parker 6-3 6-2 6-2     | John Campbell Peacock |               |                     |
| Dicembre  | New Zealand Championships 1904 Wellington, Nuova Zelanda Singolare - Doppio | Randolph Lycett Harry Alabaster Parker |                       |               |                     |

### Senza data
| Settimana | Torneo                                                                             | Vincitore             | Finalista                 | Semifinalisti | Eliminati ai quarti |
| --------- | ---------------------------------------------------------------------------------- | --------------------- | ------------------------- | ------------- | ------------------- |
|           | Torneo di Sheffield & Hallamshire 1904 Sheffield, Gran Bretagna Singolare - Doppio | Edward Roy Allen      | non conosciuta (bandiera) |               |                     |
|           | Torneo di Sheffield & Hallamshire 1904 Sheffield, Gran Bretagna Singolare - Doppio |                       |                           |               |                     |
|           | Torneo di Ilkley 1904 Ilkley, Gran Bretagna Singolare - Doppio                     | John Mycroft Boucher  | non conosciuta (bandiera) |               |                     |
|           | Torneo di Ilkley 1904 Ilkley, Gran Bretagna Singolare - Doppio                     |                       |                           |               |                     |
|           | Torneo di Bruxelles 1904 Bruxelles, Belgio Singolare - Doppio                      | Herbert Roper Barrett | non conosciuta (bandiera) |               |                     |
|           | Torneo di Bruxelles 1904 Bruxelles, Belgio Singolare - Doppio                      |                       |                           |               |                     |
|           | Durham Championships 1904 Sunderland, Gran Bretagna Singolare - Doppio             | Edward Roy Allen      | non conosciuta (bandiera) |               |                     |
|           | Durham Championships 1904 Sunderland, Gran Bretagna Singolare - Doppio             |                       |                           |               |                     |
|           | North of England Championships 1904 Scarborough, Gran Bretagna Singolare - Doppio  | Ernest D. Black       | non conosciuta (bandiera) |               |                     |
|           | North of England Championships 1904 Scarborough, Gran Bretagna Singolare - Doppio  |                       |                           |               |                     |
|           | Transvaal Championships 1904 Johannesburg, Sudafrica Singolare - Doppio            | Percy Sherwell        | non conosciuta (bandiera) |               |                     |
|           | Transvaal Championships 1904 Johannesburg, Sudafrica Singolare - Doppio            |                       |                           |               |                     |
|           | West Sussex Championships 1904 Chichester, Gran Bretagna Singolare - Doppio        | Roderick James McNair | non conosciuta (bandiera) |               |                     |
|           | West Sussex Championships 1904 Chichester, Gran Bretagna Singolare - Doppio        |                       |                           |               |                     |